# Ringvattnet
Ringvattnet är en by i Alanäs socken i Strömsunds kommun i norra Jämtland.
Ringvattnet ligger vid sjön Stor-Ringvattnet. Byn delas i delarna Västiberget och Östnäs utifrån deras geografiska läge.